# Контрчлен
Контрчле́н в квантовой теории поля — слагаемое, добавляемое в затравочный лагранжиан для последующего устранения ультрафиолетовых расходимостей при вычислении высших порядков теории возмущений. Явный вид контрчленов зависит от конкретной схемы регуляризации и вычитания.
В перенормируемой теории контрчлены имеют, как правило, такой же вид, как и слагаемые исходного лагранжиана. В случае неперенормируемых теорий, для устранения расходимостей во всё более высоких порядках теории возмущений требуется вводить всё новые и новые контрчлены, что не позволяет получить замкнутое выражение для лагранжиана.
Исторически разделение лагранжиан на затравочные и контрчлены предшествовало изобретению метода ренормгруппы, сделанному Кеннетом Вильсоном.